# Динмагомаев, Раджаб Динмагомаевич
Раджаб Динмагомаевич Динмагомаев (Раджаб Дин-Магомаев, 1905, село Урма, ныне Левашинский район, Дагестанская АССР — 1944) — дагестанский советский писатель, основоположник аварской прозы, составитель первой «Антологии аварской литературы». Член Коммунистической партии (1925), член Союза писателей СССР (1934). Участник Гражданской и Великой Отечественной войн..

## Биография
Родился в 1905 году в селе Урма, ныне Левашинский район, в бедной крестьянской семье. Аварец.
В 1912 году его отца, который был революционером, сослали в Якутскую и Тульскую губернии в 1912 году, Раджаб там проживал с отцом по 1916 год.
В 1916—1917 годах, уехав в Санкт-Петербург, работал мальчиком-лакеем, затем вернулся в Дагестан и служил в первом дагестанском свободном революционном полку (1919—1920).
В 1920—1931 годах на комсомольской и партийной работе, редактор областных газет «Социализмаялъул байрахъ» («Знамя социализма») и «МаrӀарул большевик» («Большевик гор»). В 1922 году
С 1925 года является членом Коммунистической партии, в 1925-1927 годах учился в Коммунистический университет трудящихся Востока (Москва), окончил два курса.
Писать начал с 1926 года, опубликовал в московских печатных изданиях стихи на русском и аварском языках, а первый его рассказ «Мулла» («Дибир») был опубликован в 1928 году, в Москве.
Член Союза писателей СССР (1934), член Правления Союза писателей Дагестанской Автономной Советской Социалистической Республики, участник Первого Вседагестанского съезда писателей и делегат от Дагестанской АССР на Первый съезд писателей СССР.
В начале Великой Отечественной войны учился в военном училище в Тбилиси, затем в 1942 году уходит добровольцем на фронт, весной 1943 года окончил курсы политработников, присвоено звание старший лейтенант. Служил комиссаром батальона и агитатором 547-го стрелкового полка 127-й стрелковой дивизии 1-й гв. Армии на 1-м Украинском фронте. Наград не имел.
Числился пропавшим без вести с апреля 1944 года, погиб на фронте в 1944 году, у села Заболотниково Тернопольской области Украины.
Перезахоронен в братской могиле на городском кладбище города Чортков Тернопольской области.

## Творчество
С 1926 года его стихи на русском и аварском языках публиковались в московских печатных изданиях.
Первый его рассказ «Мулла» («Дибир») был опубликован в 1928 году, в Москве. В нём писатель выступает против лицемерия мусульманского духовенства.
Автор повести «Кровь за кровь» («Бидухъ би», 1929), в котором звучит слово автора против обычая кровной мести, рассказа «Гости Галины» («Галинал гьалбал», 1935) о русской учительнице, романа «Герои в шубах» («Хъабчилъ бах; арзал», 1935) о классовой борьбе в дагестанском ауле до и после Октябрьской революции..
Написал произведения о героях Великой Отечественной войны, среди них повести: «Коричневая змея», «Клятва», также является автором повести «Отступник» («Муртад»).к.